# Porodnice na Ostrově Štvanice
Porodnice na Ostrově Štvanice (Porodnice a útulek Čsl. ochrany matek a dětí) je zaniklá porodnice v Praze 7-Holešovicích, která stála v místech tenisového areálu mezi Hlávkovým mostem a Negrelliho viaduktem.

## Historie
Porodnice na ostrově původně označovaném Velké Benátky stála od konce 19. století. Kromě porodnice zde byla poradna pro matky, poradna pro děti a poradna pro nemajetné, kterým byla péče poskytována bezplatně. V této jednopatrové novorenesanční budově později upravené pro sociální účely působil v roce 1916 Útulek pro nemajetné matky z Modřan.
Po vzniku Československé republiky zde sídlil útulek Československé ochrany matek a dětí, jehož předsedou byl náměstek primátora Prahy Ferdinand Kellner a čestnou předsedkyní paní Alice Masaryková. Útulek pro matky byl umístěn ve dvou budovách - porodnice převzala čo. 5 a dostala čp. 863, Ústředí získalo klasicistní dům čp. 858, který v roce 1921 upravilo jako dětský útulek pro opuštěné a osiřelé děti.
V roce 1980 se počítalo s její dvouletou generální rekonstrukcí. Během přípravy výstavby Centrálního tenisového dvorce v roce 1981 bylo rozhodnuto o jejím zboření; zbořena byla roku 1984.
V roce 1986 byl na jejím místě a na místě původního tenisového areálu postaven nový stadion s železobetonovým Centrálním tenisovým dvorcem.